# Tipula (Acutipula) schmidti
Tipula (Acutipula) schmidti is een tweevleugelige uit de familie langpootmuggen (Tipulidae). De soort komt voor in het Palearctisch gebied.